# Quad Ultra Extended Graphics Array
| QS-Informatik | Dieser Artikel wurde wegen inhaltlicher Mängel auf der Qualitätssicherungsseite der Redaktion Informatik eingetragen. Dies geschieht, um die Qualität der Artikel aus dem Themengebiet Informatik auf ein akzeptables Niveau zu bringen. Hilf mit, die inhaltlichen Mängel dieses Artikels zu beseitigen, und beteilige dich an der Diskussion! (+) |

Quad Ultra Extended Graphics Array (QUXGA) bezeichnet in der Computergrafik üblicherweise eine Bildauflösung von 3200 × 2400 Bildpunkten (Seitenverhältnis 4:3). Quad deutet dabei die gegenüber UXGA vervierfachte Pixelanzahl an.
Für Breitbildschirme wurde außerdem QWUXGA (Quad WUXGA) bzw. WQUXGA (Wide QUXGA) geschaffen, was üblicherweise 3840 × 2400 Pixel (8:5, 16:10) bedeutet.
Geräte mit diesen Auflösungen sind bisher sehr selten, aber zum Beispiel im medizinischen Bereich anzutreffen (zum Beispiel zur Beurteilung von Röntgenbildern). QWUXGA ist dagegen marktüblich und erlaubt eine nicht verzerrte Darstellung von QUXGA, da die Anzahl der vertikalen Pixel identisch ist. Lediglich die volle Breite der Bildfläche wird nicht vollständig ausgenutzt. Eine verzerrungsfreie Darstellung ist z. B. bei der Darstellung von Bildern eines CCD-Sensors mit einer QUXGA Auflösung von Vorteil.